# Анна Заславська
Анна Заславська (*д/н — 1571/1572) — литовсько-білоруська княгиня і меценатка часів Речі Посполитої.

## Життєпис
Походила з впливового литвинського (литовсько-білоруського) князівського роду Заславських, однієї з гілок Гедиміновичів. Єдина дитина князя Федора Заславського, старости браславського і оршанського, й Софії Сангушківни. У 1537 році (за іншими відомостями у 1544—1546 роках) вийшла заміж за воєводу полоцького і віленського Івана Глебовича, якому як посаг принесла частину Заславського князівства з містом Заславль. Народила у шлюбі 4 дітей.
У 1549 році після смерті чоловіка перебралася до Заславля, де займалася освітою та виховання своїх дітей. 1555 року передало опікунство над сином великому гетьману литовському Миколі Радзивіллу Рудому. У 1560 році домоглася синекури для свого сина Яна при дворі Фердинанда I, імператора Священної Римської імперії.
У 1565 році вийшла заміж за руського воєводу Ієроніма Сенявського. Померла у 1571 або 1572 році.

## Родина
1. Чоловік — Іван Юрійович Глібович
Діти:
- Ян (бл. 1544—1590), воєвода троцький
- Анна Ельжбета (д/н— після 1590), дружина 1) Андрія Одинцевича, старости оршанського; 2) Михайла-Ієроніма Воловича, старости слонімського; 3) Станіслава Нарбута, воєводи мстиславського
- Барбара, дружина Зигмунта Вольського, каштеляна черського
- Дорота, дружина Миколая Рея, сина польського письменника Миколая Рея

2. Чоловік — Ієронім Сенявський
дітей не було